# Bryum ochii
Bryum ochii là một loài Rêu trong họ Bryaceae. Loài này được (T.J. Kop. & D.H. Norris) Ochi mô tả khoa học đầu tiên năm 1985.